# Robert Fergus

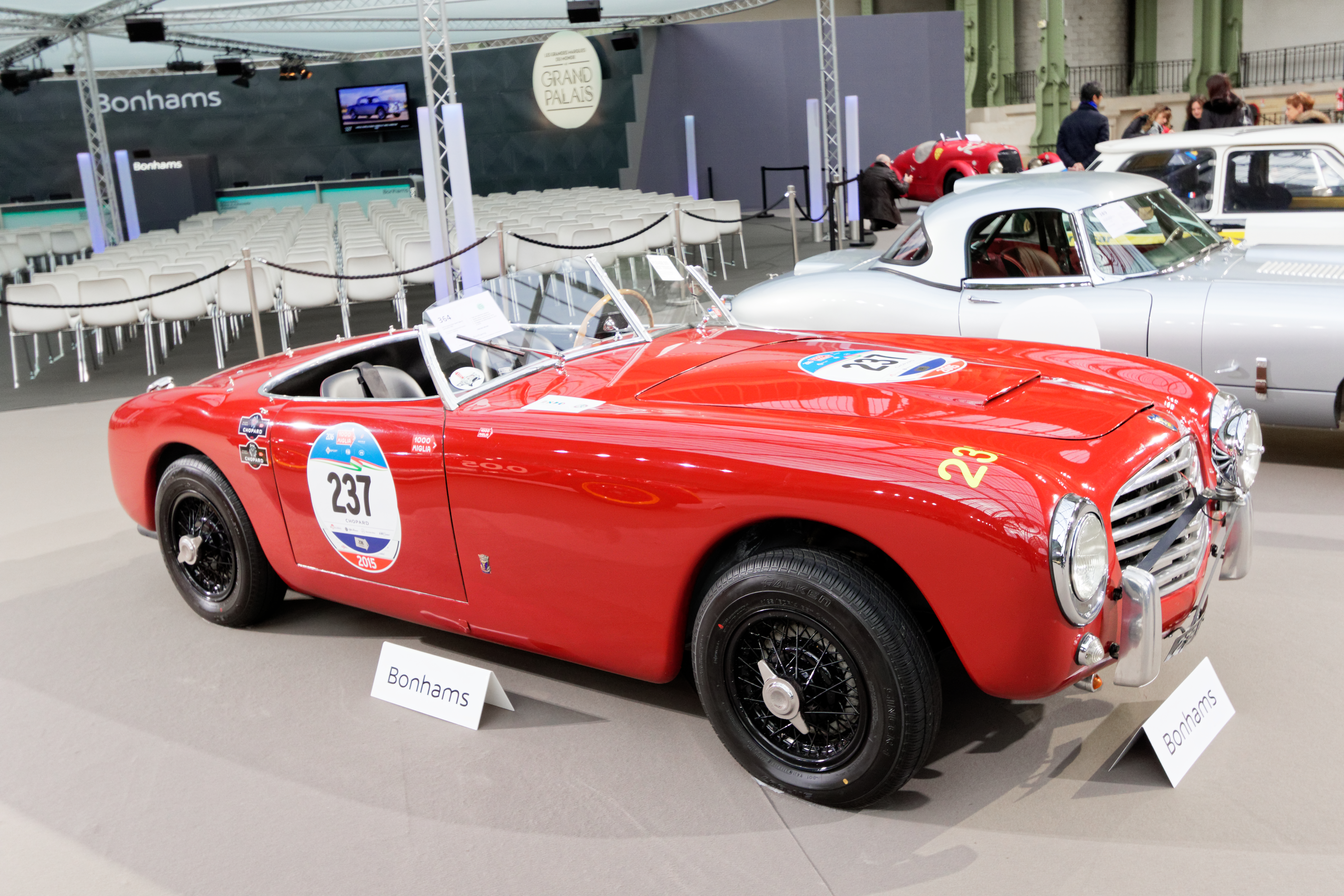
Ein Siata 1400 GS wie ihn Robert Fergus beim 12-Stunden-Rennen von Sebring 1952 fuhr

Robert Herbert „Bob“ Fergus (* 1924; † 1999) war ein US-amerikanischer Autorennfahrer.

## Karriere als Rennfahrer
Robert Fergus begann seine Fahrerkarriere 1949 auf einem MG TC, der bis zu seinem Tod 1999 in seinem Besitz war. Aktiv war Fergus in den 1950er-Jahren, mit Starts in der SCCA National Sports Car Championship. Er gewann unzählige nationale Sportwagenrennen und wurde 1956 auf einem Porsche 550 Gesamtzweiter beim 4-Stunden-Rennen von Road America. Das erste 12-Stunden-Rennen von Sebring, das 1952 stattfand, beendete er mit Partner Dick Irish auf einem Siata 1400 GS als Dritter. Ab den 1980er-Jahren fuhr bis zu seinem Tod historische Autorennen.

## Statistik

### Sebring-Ergebnisse
| Jahr | Team          | Fahrzeug      | Teamkollege | Platzierung | Ausfallgrund |
| ---- | ------------- | ------------- | ----------- | ----------- | ------------ |
| 1952 | Robert Fergus | Siata 1400 GS | Dick Irish  | Rang 3      |              |